# Сласка
Сласка (слч. Slaská) насељено је мјесто са административним статусом сеоске општине (слч. obec) у округу Жјар на Хрону, у Банскобистричком крају, Словачка Република.

## Становништво
| Година:    | 1994. | 2004.   | 2014.   | 2024.    |
| ---------- | ----- | ------- | ------- | -------- |
| Број људи: | 464   | 460     | 467     | 549      |
| Разлика:   |       | -0,86 % | +1,52 % | +17,55 % |

| Година:    | 2023. | 2024.   |
| ---------- | ----- | ------- |
| Број људи: | 550   | 549     |
| Разлика:   |       | -0,18 % |

Према подацима о броју становника из 2011. године насеље је имало 473 становника.